# Châtenay (Saône-et-Loire)
Châtenay település Franciaországban, Saône-et-Loire megyében. Lakosainak száma 168 fő (2022. január 1.). Châtenay Gibles, Aigueperse, Saint-Racho és Varennes-sous-Dun községekkel határos.

## Népesség
A település népességének változása:
| Lakosok száma | 161  | 160  | 165  | 165  | 167  | 169  | 171  | 169  | 168  |
|               | 2013 | 2015 | 2016 | 2017 | 2018 | 2019 | 2020 | 2021 | 2022 |